# Peebles (Ohio)
Peebles es una villa ubicada en el condado de Adams en el estado estadounidense de Ohio. En el Censo de 2010 tenía una población de 1782 habitantes y una densidad poblacional de 582,09 personas por km².

## Geografía
Peebles se encuentra ubicada en las coordenadas 38°56′47″N 83°24′33″O / 38.94639, -83.40917. Según la Oficina del Censo de los Estados Unidos, Peebles tiene una superficie total de 3.06 km², de la cual 3.06 km² corresponden a tierra firme y (0%) 0 km² es agua.

## Demografía
Según el censo de 2010, había 1782 personas residiendo en Peebles. La densidad de población era de 582,09 hab./km². De los 1782 habitantes, Peebles estaba compuesto por el 97.81% blancos, el 0.28% eran afroamericanos, el 0.39% eran amerindios, el 0.06% eran asiáticos, el 0% eran isleños del Pacífico, el 0.28% eran de otras razas y el 1.18% pertenecían a dos o más razas. Del total de la población el 1.52% eran Hispanoamericanos.